# Megachile butonensis
Megachile butonensis är en biart som beskrevs av Heinrich Friese 1909. Megachile butonensis ingår i släktet tapetserarbin, och familjen buksamlarbin. Inga underarter finns listade i Catalogue of Life.